# Momisis monticola
Momisis monticola är en skalbaggsart som beskrevs av Stefan von Breuning 1956. Momisis monticola ingår i släktet Momisis och familjen långhorningar. Inga underarter finns listade i Catalogue of Life.